# Iruma
Iruma (jap. 入間市 Iruma-shi) – miasto w Japonii, na wyspie Honsiu, w prefekturze Saitama. Ma powierzchnię 44,69 km². W 2020 r. mieszkały w nim 145 723 osoby, w 61 002 gospodarstwach domowych  (w 2010 r. 149 879 osób, w 56 859 gospodarstwach domowych).
W mieście rozwinął się przemysł maszynowy oraz odzieżowy.